# Tō Katsu
Tou Katsu (加津 塔 Katsu Tō?) (nacido 5 de febrero de 1982) (originalmente llamado Tetsuya Katsu 勝哲也) es un actor y modelo japonés nacido en Osaka, Japón. Ganó el gran premio en la audición modelo de hombre Non-no. Posteriormente, se trasladó a Tokio desde Osaka y comenzó su carrera como modelo. Se le conoce por el modelado en RUDO (revista japonesa), ZOZO TOWN, y Tokyo collection. Recientemente ha ampliado su carrera de modelaje a la actuación.

## Filmografía

### Película
- Fashion Story (2013)

### Cortometraje
- ame soeur(2013)
- Ogori no Haru(2013)
- 大展望 Teyaman (2013)

## Dramas de televisión
- MTV SHIBUHARA GIRLS2
- NHK BS premium Cambrian Wars
- BeeTV Mitsu-Fechi

## Revista
- RUDE
- MEN'S NON-NO
- WARP
- Rolling Stone
- smart
- smartMAX
- GRIND
- SAFARI
- Samurai magazine
- FADER JAPAN
- COOL TRANS
- FHM (España)
- SPORTS&STREET (Italia)

## Anuncio
- JT SEVEN STAR [7nin no otoko]
- HANJIRO
- CUSTOM CULTURE
- JACKROSE
- Orglory
- Right-on
- RAGEBLUE
- X-nix
- Marui
- goo

## Video musical
- Superfly [Koi suru hitomi ha utukushi]
- Chara [Breaking Hearts]

## Evento
- HEDL_INER [Tokyo Collection]
- LIME feu 10years of TRACE
- YAB-YUM [Tokyo Collection]
- JUN MEN
- United Arrows×誉田屋
- Shibuya men's collection
- Daikanyama men's collection

## Web / otros
- FELISSIMO [haco] - JPEGG
- POINT [HARE]
- nano universe
- UNITED ARROWS
- ZOZO TOWN